# Rotwild (Fahrradhersteller)
Rotwild Bicycles ist eine Marke der ADP Engineering GmbH. Das Portfolio der Fahrradmarke umfasst mittlerweile nur noch  elektrifizierte Bikes der Kategorien Mountainbike und Gravel.

## Geschichte
1996 gründeten die beiden Geschäftsführer der ADP Engineering GmbH, Peter Schlitt und Peter Böhm, nach verschiedenen Entwicklungsaufträgen in der Fahrradindustrie die Fahrradmarke Rotwild. Sitz der Firma ist in Dieburg. Produziert wird in Dieburg als auch bei einem Kooperationspartner im Saarland.
Erstes Produkt war der Prototyp Rotwild RDH P1. Dieses vollgefederte Mountainbike galt durch seine Ausstattung mit Scheibenbremsen, elektrischer Schaltung, Riemenantrieb, einer Doppelbrücken-Federgabel aus Carbonfasern als innovativ und seiner Zeit voraus. Auch die optische Gestaltung mit gebürstetem Aluminiumrahmen und dem Markenschriftzug auf dem Oberrohr hob sich von anderen Marken ab und begründete die immer noch geltende Rotwild-Designsprache.

## Radsportengagement
Das Unternehmen war lange Zeit Sponsor und Lieferant für das Radteam Topeak Ergon. Sie feierten zusammen drei Weltmeistertitel, drei Vize-Weltmeistertitel, eine olympische Medaille sowie eine Vielzahl an internationalen und nationalen Siegen.
Seit 2014 starten die Mountainbike-Profisportler des Rotwild Teams mit Mercedes-AMG als neuem Namenssponsor. Mit Sofia Wiedenroth, Nadine Rieder und Stefan Kudella deckt das AMG ROTWILD MTB Racing Team verschiedene Rennsportdisziplinen ab. Neben dem UCI MTB Worldcup treten die Sportler bei nationalen und internationalen Titelkämpfen, in der Bundesliga, bei Enduro-Rennen und Marathons an.
Bis Dezember 2020 gab es dann mit Nadine Rieder die letzte Profisportlerin bei nationalen und internationalen Wettkämpfen im Cross-Country Worldcup. Seitdem gibt es kein Engagement im Profisport mehr.

## Erfolge
- 2008: Irina Nikolajewna Kalentjewa wird Olympiasiegerin.[3]
- 2009: Irina Nikolajewna Kalentjewa wird Mountainbike-Weltmeisterin.[4]

## Rahmen
Rotwild baut mittlerweile alle gängigen MTB-Varianten und ist vermehrt zu 29er-Rahmen übergegangen.
Hardtails
- R.R2 HT 29
- R.C1 HT 29
- R.T1 HT 29

Fullsuspension
- R.R2 FS 29
- R.C1 FS 29
- R.Q1 FS 27.5
- R.X1 FS 27.5
- R.E1 FS 27.5
- R.X1 FS 26
- R.G1 FS 26

AMG
- R.X45 AMG